# Йоун Паудль Сигмарссон
Йо́ун Па́удль Си́гмарссон (28 апреля 1960 — 16 января 1993) — стронгмен, пауэрлифтер и культурист из Исландии. Первым выиграл титул World’s Strongest Man 4 раза.

## Карьера спортсмена
Йоун Паудль начал свою карьеру как культурист и пауэрлифтер. В 1984 году Йоун выиграл титул чемпиона Исландии по бодибилдингу в категории до 90 кг. Также достиг значительных успехов и в других упражнениях: жим лёжа (с 192,5 кг, 195 кг, 210 кг и 222,5 кг) и присед (с 320,5 кг 330 кг, 342,5 кг и 357,5 кг). Много раз устанавливал рекорды Европы.
Пауэрлифтер впервые был приглашён на соревнования World’s Strongest Man в 1983 году, тогда он занял второе место, уступив Джеффу Кейпсу. В следующем году, в возрасте 24 лет он сумел взять реванш у Кейпса и завоевать титул. Во время последнего этапа соревнования по армрестлингу Йоун Паудль боролся против Кейпса. Казалось его оппонент победил, почти прижав руку Йоуна к столу, но тот в последний момент сумел выровнять положение и дожал соперника. Сразу после этого он воскликнул «Король потерял свою корону». Йоун Полл стал одним из самых молодых чемпионов среди стронгменов. В 1985 году он не сумел защитить титул сильнейшего человека мира. В том же году на одной из пресс-конференций кто-то назвал его «Эскимос». Йоун Паудль воскликнул: «Я не эскимос, я викинг!» — и после пресс-конференции успешно поднял воз весом 495 кг. В 1986 году он вернул себе титул сильнейшего в мире. После того, как Йоун Паудль Сигмарссон реабилитировался от травм в конце 80-х он начал серьёзно уступать своему конкуренту — Биллу Казмайеру. Именно ему удалось побить рекорд Йоуна по деадлифтингу.
9 марта 2012 года его ввели в зал славы сильнейших людей мира.

## Смерть
16 января 1993 года спортсмен умер от остановки сердца. Сам Йоун как раз находился в своём «Зале 80», когда произошла трагедия. Считается, что остановка сердца вызвана травматическим разрывом аорты. Это связано с наследственно слабым сердцем, проблемой, которая бытовала в семье Йоуна.

## Достижения

### Рекорды
- Присед: 365 кг (1984)
- Жим лёжа: 247,5 кг

### Пауэрлифтинг
- 1980: European Powerlifting Championships — 2-й
- 1981: European Powerlifting Championships — 2-й
- 1981: World Powerlifting Championships — 3-й
- 1983: European Powerlifting Championships — 1-й